# Arie J. Keijzer
Arie Johannes Keijzer (Nieuwe-Tonge, 6 juni 1932 – Dordrecht, 5 augustus 2023) was een Nederlands componist en organist.

## Persoonlijk
Arie J. Keijzer was de zoon van schoenmaker Simon Keijzer en Annigje Jannetje  Nooteboom. Hij was getrouwd met Christina (Tini) Hovius, aan wie hij zijn tweede- en zesde orgelsymfonie opdroeg en die bij zijn orgelconcerten optrad als registrante. Zij was de dochter van Frederik Hovius en Neeltje van der Kolk. Zij kregen samen een dochter Simone Frederique Keijzer. 
Arie J. Keijzer overleed in de nacht van 4 op 5 augustus 2023 in zijn woonplaats Dordrecht. Hij werd 91 jaar.

## Ontwikkeling en loopbaan
In de jaren 1930 kreeg de Nederlands Hervormde Kerk in Nieuwe Tonge een nieuw orgel. Omdat er niemand was die het instrument kon bespelen, nam Simon Keijzer het organistschap voor zijn rekening. Arie J. Keijzer ontving zijn eerste orgellessen van zijn vader. Zijn muziekopleiding ontving hij van Piet van den Kerkhoff, organist van de Nieuwe Zuiderkerk te Rotterdam (orgel), George Stam, destijds organist van de Grote of Sint-Laurenskerk te Rotterdam (improvisatie), Adriaan Engels, organist van de Grote Kerk te Den Haag (contrapunt en interpretatie) en Siegfried Reda, organist van de Petrikirche te Mülheim an der Ruhr (orgel en compositie). In 1964 verwierf Keijzer aan het Rotterdams Conservatorium de Prix d'excellence, waarbij hij het transept-orgel van de Grote of Sint-Laurenskerk bespeelde. 
Van 1965 tot 1997 was Keijzer als fulltime hoofdleraar orgel en improvisatie verbonden aan het Rotterdams Conservatorium. Hij trok studenten uit heel Nederland, Duitsland, Canada, de Verenigde Staten, Indonesië, Rusland en Korea. Vele van zijn leerlingen hebben een (inter)nationale loopbaan opgebouwd of zijn als bij- of hoofdvakdocent aan een conservatorium verbonden (geweest). 

## Prijzen
In 1963 won Arie J. Keijzer  het Nationaal Orgelimprovisatieconcours in Bolsward; in 1964 het International Improvisatieconcours voor Organisten in Haarlem.

## Orgels
Keijzer was als organist verbonden aan diverse orgels in Zuid-Holland. Hij was achtereenvolgens organist van de Nederlands Hervormde Kerk te Ooltgensplaat, de Nederlands Hervormde kerk te Middelharnis en concertgebouw De Doelen in Rotterdam, in de laatste functie voor 21 jaar. Van 1976 tot 1997 was hij organist van de Grote Kerk en de Augustijnenkerk te Dordrecht, waar hij het Kam-orgel respectievelijk het Maarschalkerweerd-orgel bespeelde. 

## Composities en inspiratie
Naast  orgelwerken componeerde Arie J. Keijzer werken voor orgel met diverse instrumentcombinaties. Hij schreef onder andere zes orgelsymfonieën, twee orgelconcerten en een suite voor orgel en componeerde voor allerlei  ensembles, waaronder twee orkestwerken (Sinfonia (1978) en Symfonie nr. 1 (1979). Hij liet zich inspireren door componisten als César Franck, Louis Vierne en Siegfried Reda. 
Keijzers leerling Jolanda Zwoferink, aan wie hij zijn vijfde- en zesde orgelsymfonie opdroeg, nam alle orgelsymfonieën van Arie J. Keijzer  op voor het label Prestare. Zijn student Henco de Berg publiceerde in Het Orgel (2013, nr. 1 en 2) 'De orgelsymfonieën van Arie J. Keijzer'.
Ook componeerde Keijzer het 'Ab urbe condita' over het ontstaan van de stad Rotterdam; dit in opdracht van de stad Rotterdam voor het 750 jarig bestaan van de stad.
In totaal heeft hij meer dan 100 werken geschreven.

## Heilsgeschiedenis
Keijzer hechtte grote waarde aan de plaats van het jodendom in de heilsgeschiedenis, waarover hij de boeken De beker voor Joden en heidenen samen, De twee getuigen in Gods heilssymfonie, Rode Gloed en Rachel en haar kinderen publiceerde.